# Gye
Gye település Franciaországban, Meurthe-et-Moselle megyében. Lakosainak száma 281 fő (2022. január 1.). Gye Toul, Bicqueley, Blénod-lès-Toul, Mont-le-Vignoble és Moutrot községekkel határos.

## Népesség
A település népességének változása:
| Lakosok száma | 114  | 104  | 111  | 189  | 213  | 224  | 251  | 272  | 274  | 281  |
|               | 1968 | 1982 | 1990 | 2006 | 2013 | 2015 | 2017 | 2019 | 2020 | 2022 |